# Димотика
Димотика (на гръцки: Διδυμότειχο, Дидимотихо, катаревуса: Διδυμότειχον, Дидимотихон, на турски: Dimetoka, Диметока) е неголям град в Беломорска Тракия, Североизточна Гърция. Градът е център и на Димотишката, Орестиадска и Софлийска епархия на Гръцката православна църква.

## География
Градът е разположен на левия бряг на Луда река (Еритропотамос) малко преди вливането ѝ в Марица (Еврос).

## История
Гръцкото име на града означава стени близнаци от δίδυμος, „близнак“ и τείχος, „стена“, от съществувалия до варварските нашествия още еднин град на траките, наречен в римските времена Плотинопол, разположен на съседния по-нисък хълм. Впоследствие двата се сливат.
Градът става български в 813 г. след превземането му от хан Крум, за което в столицата Плиска е издигната паметна колона съхранявана днес в Археологическия музей в София. Българското господство е утвърдено и от цар Симеон Велики. През ХI век, по време на византийското владичество, Димотика е част от византийската тема Тракия. В началото на ХIII век кръстоносците овладяват града. Само към 20 години след възстановяването на българската държава в 1206 г. цар Калоян отново превзема града. Българското господство е утвърдено от цар Иван Асен II.
В 1352 година тук става решаващата битка при Питион на съюзените българи, сърби и византици с турците. Победата е османска. В 1361 година Димотика пада под османска власт и става първата османска столица в Европейските земи. През февруари 1713 година кралят на Швеция Карл XII след поражението при Полтава престоява известно време в замъка тук.
Местното българско население от града дава участник в четата на Хаджи Димитър и Стефан Караджа – революционера Начо Димитров, роден в 1838 г., загинал заедно със събратята си. В града е учителка Маслина Грънчарова – „Костурската Райна Княгиня“, именно тук в 1895 година тя се присъединява към ВМОРО, когато след основаването на организацията Димотика и областта са включени в Тракийския революционен окръг. Димотичанинът Малей Костов Малеев е друг от видните национални революционери в македоно-одринското освободително движение. При избухването на Балканската война в 1912 година 8 души от Димотика са доброволци в Македоно-одринското опълчение.
Според Любомир Милетич през 1912 г. в Димотика има 800 семейства гърци, 600 семейства турци, 400 семейства българи – 340 семейства патриаршисти и 60 семейства екзархисти.
На 17 ноември 1912 г. части на Македоно-одринското опълчение и Шести конен полк командван от полк. Иларион Танев от Сборната конна бригада на полковник Александър Танев освобождават Димотика. През Междусъузническата война градът е овладян от турски части, но със Спогодбата от 1915 г. е върнат на България. Ньойският договор прави Димотика част от Междусъюзническа Тракия, която на 28 май 1920 е предадена на Гърция. От април 1941 до ноември 1944 г. гръцкото управление е прекратено и градът е в неутралната зона между България и Турция. След войната заедно с цялата Беломорска област е взет от Гърция с Парижкия мирен договор от 15 септември 1947 г.

## Население
| Изменения в броя на жителите | Изменения в броя на жителите |
| ---------------------------- | ---------------------------- |
| 1991                         | 8336                         |
| 1981                         | 8571                         |

## Спорт
Спортният клуб на Димотика се казва Спартакос (Спартак).

## Ежегодни събития
Фестивалът Кале панаир ('Καλέ Παναΐρ') в Димотика става ежегодно в неделя на Петдесетница. Посветен на спасението преди повече от 800 години през 1205 г. на съюзените тогава на българския цар Калоян жители на Димотика от обсаждащите крепостта кръстоносци. След като са разбити от цар Калоян при съвсем близкия Одрин, латините са принудени бързо да се оттеглят и от тук, според легендата, в пороя наводнил лагера им в нощта срещу неделя на Петдесетница 1205 г. Всъщност тя, макар по обясними причини днес да не споменава името му, вероятно пази спомена от отклонената от Калоян и насочена към крепостта река Марица при сраженията тогава край него, когато обаче града се отмята и българският цар влиза в Димотика не тогава, а през есента на 1206 г. Фестивалът е изключително живописен с участие на местни фолклорни групи гайдари, танцьори и пр., той е много обичан от местните хора, които посрещат гости от цяла Гърция и България.

## Забележителности
- Крепостта на Димотика, разположенна на възвишение в северозападната част на града;
- Джамия „Баязид“, построена 1395 или 1397 г. при османския султан Баязид I;
- Оруч паша хамам, най-старият турски хамам в Европа, построен 1398-1399 г.;
- Феридун Ахмед бей хамам, построен 1571-1572 г.;
- Православен храм „Света Богородица Елефтеротрия“ (Св. Богородица Освободителка), построен 1992-1994 г., съборен храм на Димотишката, Орестиадска и Софлийска епархия на Гръцката православна църква;
- Етнографски музей
- Военен музей

## Личности
Родени в Димотика
- Баязид II (1447-1512), султан на Османската империя
- Григор Димитров (1846 – ?)[11]
- Йоан III Дука Ватаци (1292 – 1254), никейски император
- Йоан V Палеолог (1332 – 1391), византийски император
- Малей Костов Малеев (1880 – около 1914), български революционер
- Начо Димитров (1838 – 1868), български революционер, участник в четата на Хаджи Димитър и Стефан Караджа[6][7]

Починали в Димотика
- Баязид II (1447 – 1512), султан на Османската империя
- Варда Склир (920 – 991), византийски военачалник
- Йоан X (?-1206), константинополски патриарх

## Побратимени градове
Димотика е побратимен град или партньор с:
- Банско, България[12]